# Eoscarta philippinica
Eoscarta philippinica är en insektsart som beskrevs av Victor Lallemand 1949. Eoscarta philippinica ingår i släktet Eoscarta och familjen spottstritar. Inga underarter finns listade i Catalogue of Life.